# M.I.B
M.I.Bとは、韓国の男性HIPHOPグループである。2011年結成。2011年10月25日韓国デビュー。2016年10月解散。

## メンバー

### 5zic(オジク)
- 本名：김한길 /キム・ハンギル
- 1988年7月26日（36歳）
- 星座：獅子座
- 血液型：O型
- リーダー兼作詞作曲担当兼ラッパー
- 韓国活動名：5zic(オジク)
- 愛称：オジク
- 特技：ラップ、運動(筋肉作り)
- 特徴：左鼻筋にホクロがありカンナムに美しい、うらやましいと言われている。背中には家族の写真を、腕には家族を守ってくれる天使と自分の星座の象徴である獅子のタトゥーが入っている
- 小学校6年生の時父が買ってくれた所属事務所先輩ドランクンタイガーのCDを聞きラッパーになることを決意。これにより軍隊入隊も20歳で行う。入隊中は最前方にある京畿道漣川郡第28師団で服務していた
- 水泳はあまり得意ではない
- 一番関心があることは音楽プロデュースや事務所の親分になって子どもたちを育てること
- 両親の他に2人の姉がおり小学5年生まで女っぽい恰好や遊びをしていた

### KangNam(カンナム)
- 本名：滑川康男 /(나메카와 야스오)/ナメカワ ヤスオ
- 1987年3月23日（38歳）
- 星座：牡羊座
- 血液型：A型
- メインボーカル
- 韓国活動名：カンナム
- 愛称：ヤスオ、やっちゃん、チャラ男
- 特技：作曲、サーフィン、スノーボード、英語、日本語、韓国語、ギター、ピアノ、メンバーのテキトー通訳
- 特徴：チャラっとしてる
- 経歴：最初に日本でKCBというバンドのボーカルとしてJ-POPやハードコアジャンルなど幅広くライブを中心に活動。アジアのスターを目指し現事務所社長に面接を受けM.I.B最後のメンバーとして合流する
- M.I.Bの最年長
- 日本人の父、韓国人の母を持ち14歳で遊びを覚え両親が相談してハワイへ留学させる。留学先のハワイの学校は5回退学になっている。その後アメリカの大学へ行き、卒業後は韓国へ渡る
- 2016年5月25日に1stシングル「Ready to Fly」で日本デビュー。

### young Cream (ヤングクリーム)
- 本名：キム・ギソク/(김기석)
- 1990年2月14日（35歳）
- 星座：魚座
- 血液型：AB型
- ラッパー
- 韓国活動名：young Cream (ヤングクリーム)
- 愛称：クリームちゃん
- 特技：ラップ、ビートボックス
- 特徴：切れ長の目。写真は常に横向きでポーズをとる
- 経歴：現事務所オーディションに受かり2年の練習を経て2011年MIBとしてデビュー
- 両親と兄が1人いる
- 中学校1年生の時にリッサンの‘Rush’を聞いてヒップホップにハマる。高校卒業後音楽をやろうと家を出た。両親は全く反対しなかった
- 1人の空間が好きでツアー中もホテルから出ない
- 高カロリーな物が好きだが太りやすい体質のためコントロールしている
- 普段ケータイのメモ帳にライムやインスピレーションを与えることができる単語やパンチラインを書いている
- ミステリアスで3ヶ月前のことを思い出し笑いしたり、壁に笑ったりすることもあるという

### SIMS(シムス)
- 本名：シム・ジョンス/(심종수)
- 韓国活動名：SIMS(シムス)
- 愛称：シムス、シムタン
- 1991年2月27日（34歳）
- 星座：魚座
- 血液型：A型
- 特技ラップ(特にフリーラップを得意とする)、作詞
- 経歴：19歳の時オーディションを受け現事務所に入る。ヤングクリームとは偶然一緒のオーディションだった
- 両親は公務員。1人っこである。中学生の時にエピックハイの「Lesson 3」を聴きHIPHOPをすると両親に宣言した。
- グループの末っ子。ヤスオにいじられ変な日本語を覚えさせられている

## 作品

### シングル
1. Dash (Men In Black) (2011年10月11日)
2. Let’s Talk About You (2013年12月2日)
3. Celebrate (2012年4月5日)

### 正規アルバム
1. 1st Album Most Incredible Busters（2011年11月2日）
2. 2nd Album The Maginot Line（2014年4月2日）

### ミニアルバム
1. Illusion（2012年5月30日）
2. Money In the Building（2013年4月10日）

### ソロシングル
1. Beautiful Day [5zic](2011年10月7日)
2. Do U Like Me [Cream](2011年10月11日)
3. Hands Up [SIMS](2011年10月13日）
4. Say My Name [Kang Nam]（2010年10月18日)

## テレビ
Mnet Americaの「JJANG」のMCにカンナムが決定(2013年6月13日)
Mnet「K-POP ZONE」 の新MCにKang Nam&5zicが決定(2013年7月5日)

## web
タワーレコード公式HP K-POP LOVERS!で「MIBがナガシンダ」をカンナムが連載開始 (2013年5月16日)